# National Premier Leagues SA 2024
La National Premier Leagues 2024, anche nota col nome sponsorizzato RAA National Premier Leagues, è la dodicesima edizione della massima serie semiprofessionistica del campionato di calcio dell'Australia meridionale, che si disputa tra il 23 febbraio 2024 e il 9 agosto 2024.

## Stagione

### Novità
Le nuove squadre promosse in National Premier Leagues South Australia, sono l'Adeliade Raiders e il Para Hills Knights Soccer Club.

## Stagione regolare
|  | Pos. | Squadra                 | Pt | G  | V  | N | P | GF | GS | DR  |
|  | ---- | ----------------------- | -- | -- | -- | - | - | -- | -- | --- |
|  | 1.   | MetroStars              | 43 | 22 | 12 | 7 | 3 | 51 | 28 | +23 |
|  | 2.   | Campbelltown City       | 41 | 22 | 11 | 8 | 3 | 45 | 30 | +15 |
|  | 3.   | Modbury Jets            | 38 | 22 | 11 | 5 | 6 | 51 | 34 | +17 |
|  | 4.   | Adelaide Comets         | 12 | 4  | 4  | 0 | 0 | 11 | 1  | +10 |
|  | 5.   | Adelaide City           | 6  | 4  | 2  | 0 | 2 | 7  | 4  | +3  |
|  | 6.   | Adelaide Raiders        | 6  | 4  | 2  | 0 | 2 | 11 | 9  | +2  |
|  | 7.   | FK Beograd              | 6  | 4  | 2  | 0 | 2 | 8  | 7  | -1  |
|  | 8.   | Para Hills Knights      | 6  | 4  | 2  | 0 | 2 | 8  | 9  | -1  |
|  | 9.   | Croydon                 | 3  | 4  | 1  | 0 | 3 | 6  | 11 | -5  |
|  | 10.  | Adelaide Olympic        | 3  | 4  | 0  | 1 | 3 | 2  | 9  | -7  |
|  | 11.  | Adelaide Utd U21        | 3  | 4  | 1  | 0 | 3 | 6  | 14 | -8  |
|  | 12.  | South Adelaide Panthers | 3  | 4  | 1  | 0 | 3 | 6  | 15 | -9  |

Legenda:
      Play-off Fase Finale.
 Retrocessione diretta.
Regolamento:
Tre punti a vittoria, uno a pareggio, zero a sconfitta.